# Criatures ferotges
Criatures ferotges (títol original: Fierce Creatures) és una pel·lícula estatunidenco-britànica dirigida per Fred Schepisi i Robert Young l'any 1997. Ha estat doblada al català.

## Argument
Al cap d'una poderosa multinacional, Rod McCain adquireix el zoo de Marwood. Per això, encarrega Rollo Lee de rescatar-lo. Aquest segueix les consignes del seu cap, i apunta un 20 % de benefici. A partir de la conclusió que la violència atreu el públic, decideix quedar-se només amb els animals més salvatges i perillosos, i eliminar tots els altres. El personal del zoo s'hi resisteix i intenta fer passar tots els animals del zoo, fins i tot els més improbables, per criatures ferotges.

## Repartiment
- John Cleese: Rollo Lee
- Jamie Lee Curtis: Willa Weston
- Kevin Kline: Vince McCain / Rod McCain
- Michael Palin: Adrien « Bugsy » Malone
- Carey Lowell: Cub Felines
- Robert Lindsay: Sydney Lotterby
- Ronnie Corbett: Reggie Sea Lions
- Bille Brown: Neville
- Derek Griffiths: Garry Ungulates
- Cynthia Cleese: Pip Small Mammals
- Richard Ridings: Hugh Primats
- Maria Aitken: Di Harding
- Jack Davenport: estudiant

## Al voltant de la pel·lícula
Aquest film marca la retrobada entre els quatre actors principals d'Un peix anomenat Wanda: John Cleese, Jamie Lee Curtis, Kevin Kline i Michael Palin al qual d'altra banda fa nombroses picades d'ull. John Cleese és també el guionista d'aquests dos films.
El personatge de Rod McCain està inspirat en el magnat de la premsa Ted Turner.
L'Indri llanós (Avahi cleesei) és una espècie de primats batejada en honor de John Cleese, que consagra el 1998 un documental sobre aquests animals.

## Rebuda
Crítica
"Descafeïnada comèdia, que perd tots els encants de la seva antecessora: 'Un peix anomenat Wanda' (...) Es troba a faltar un guió moltíssim més enginyós"
Al conjunt dels països anglòfons, Criatures ferotges ha obtingut una acollida critica favorable, recollint un 53 % de parers positius en el lloc Rotten Tomatoes, basat en 32 comentaris i una nota mitjana de 5,6⁄10 i un resultat de 62⁄100 en el lloc Metacritic, basat el 20 comentaris.
Box-office
Amb relació a Un peix anomenat Wanda, que ha informat 188.593.712 dòlars de recaptació mundial, 62.493.712 en territori estatunidenc, Criatures ferotges no va tenir un gran èxit comercial al box-office des de la seva estrena, que totalitza 41.289.260 $ de recaptacions mundials, 9,381 milions dels quals als Estats Units.